# Christian Ernst Fidelinus
Christian Ernst Fidelinus war ein deutscher Romanautor des 18. Jahrhunderts.
Fidelinus, über dessen Lebensdaten nichts weiter bekannt ist, ist der möglicherweise pseudonyme Verfasser zweier um die Mitte des 18. Jahrhunderts an den Messeplätzen Frankfurt am Main und Leipzig verbreiteter Romane, die sich beide jeweils in die Nachfolge bekannter (barocker) Vorbilder stellen.
1753 erschien Die Böhmische Robinsonin, eine Robinsonade mit einer weiblichen Heldin und im Jahr darauf Die engeländische Banise, oder Begebenheiten der Prinzeßin von Sussex, die sich auf das Vorbild von Zieglers Asiatische Banise oder Das blutig- doch mutige Pegu von  1689 berief und dabei die nacherzählte Handlung in das England des 10. Jahrhunderts verlegte.
Er gehört in eine Gruppe von Autoren, die sich auf die autoritative Vorbilder „aus dem vorigen seculo“ berufen, ihre Hauptaufgabe darin sehen „die Tugend recht anmuthig und liebenswerth“ darzustellen und sich zugleich wortreich absetzen von der zeitgenössischen galanten Literatur.
Fidelinus äußert sich dementsprechend äußerst lobend über die Zieglersche Banise, „worinnen so viele kluge und politische Regeln und Staats-Maximen enthalten, daß ich mich nicht schäme, allhier zu bekennen, daß ich in denen An. 1726 edirten sechshundert politischen Regeln und Staats-Maximen die allermeisten aus dieser incomparablen Banise 1. Theile genommen habe.“ Das genannte Werk hat den Titel Sechs Hundert Auserlesene Christlich Politische Regeln und erschien unter dem Pseudonym Johanes Sperante, das andernorts von Johann Zacharias Gleichmann benutzt wird.
Florian Gelzer äußert daher die Vermutung, der sonst unbekannte Autor Fidelius sei mit dem 1758 verstorbenen Johann Zacharias Gleichmann identisch.

## Werke
- Die Böhmische Robinsonin, oder curieuse und merckwürdige Geschichte eines Frauenzimmers, namens Aemilia, welche geraume Zeit auf einer unbewohnten Insul gelebet. Frankfurt am Main & Leipzig 1753.
- Die engeländische Banise: Oder Begebenheiten der Prinzeßin von Sussex, in einer Liebes- und Helden-Geschichte der curiösen Welt mitgetheilet / von C.E.F. Frankfurt am Main & Leipzig 1754, Digitalisat. Nachdruck: Begebenheiten der Prinzessin von Sussex. Minerva, Frankfurt am Main 1970.